# Реки Абхазии
Реки Абхазии берут свои истоки на южных склонах Кавказских гор и все впадают в Чёрное море. Многие из них питаются ледниками в горах Абхазии, общая площадь которых составляет 77 квадратных километров .
Наиболее крупными реками Абхазии являются Ингур, Бзыбь, Кодор, каждая из которых имеет протяженность свыше 100 км. Самая короткая речка Репруа (Гагрский район), являющаяся самой короткой рекой в мире, имеет протяжённость всего 20 метров при ширине 35 метров, выходит на поверхность у самого берега моря.
Самая длинная река Бзыбь берёт начало на Главном Кавказском хребте на высоте 2300 м и её протяженность от истока до устья составляет 112 км. Её питают 10 ледников. Река Кодор  по протяжённости чуть меньше – 105 километров, но её бассейн значительно превосходит бассейн реки Бзыбь и составляет 2051 кв. км. Она вытекает из-под отвесной стены высотой около 80 метров, образуя прозрачную, многоводную и быструю реку.
В Абхазии имеется большое количество карстовых источников, встречающихся по всей республике на Гагрском массиве на высоте от 600 до 1600 метров - в Новом Афоне, Сухуме , Цабале , Мыку. Живописный Гегский водопад, вытекающий из пещеры даёт начало реке Гега.
Обилие атмосферных осадков, круглый год выпадающих в горной местности, образуют разветвлённую речную сеть, определяя высокий гидроэнергетический потенциал республики Абхазия. Годовой сток рек Абхазии оценивается в 13 кубических километров, что составляет около 6% животворных стоков в Чёрное море. Суммарная мощность рек Абхазии, составляет 3,55 млн. квт., что соответствует годовой энергии в 31 млрд. киловатт-часов. Насыщенность гидроэнергией территории 3,63 млн. киловатт-часов на 1 квадратный километр территории  является одной из наиболее высоких в мире.

## Список рек Абхазии

Основные реки на карте Абхазии

- Бзыбь
- Кодори
- Ингури
- Псоу
- Аапста
- Юпшара
- Гега
- Галидзга
- Гвандра
- Гумиста
- Келасури
- Мокви
- Окуми
- Репруа
- Хыпста
- Цхенис-Цкали
- Чхалта